# Sohn (muzyk)
Sohn (stylizowane na SOHN), właśc. Christopher Michael Taylor – brytyjski wokalista, autor tekstów i producent płyt. Po premierze EP-ki The Wheel w 2012 (wytwórnia Aesop) związał się z 4AD. 7 kwietnia 2014 roku wydał swój debiutancki album Tremors, a w styczniu 2017 – Rennen.

## Życiorys
Urodził się w południowym Londynie i wcześnie rozwinął zainteresowanie muzyką. Po wydaniu czterech albumów Taylor rozwiązał udany projekt Trouble Over Tokyo i rozpoczął karierę solową jako Sohn. W sierpniu 2010 roku wydał dwa pierwsze utwory na stronie SoundCloud: „Warnings” i „Oscillate”. Miesiąc później jego pierwszą EP-kę ogłosiła londyńska wytwórnia Aesop. Utwory „The Wheel” i „Red Lines” również były dostępne online, zyskując uznanie krytyków. EP-ka The Wheel została wydana 5 listopada 2012 roku zarówno w formacie cyfrowym, jak i winylowym. W tym samym roku Sohn przeniósł się do Wiednia w Austrii.
W dniu 19 kwietnia 2013 roku 4AD ogłosiło, że podpisało umowę z Sohnem. Ta wiadomość zbiegła się w czasie z pierwszym oficjalnym wydawnictwem 4AD „Bloodflows”, które portal Pitchfork określił jako „wizytówkę wokalną i najbardziej smutny, potężny sukces Sohna”. Blog Gorilla vs. Bear wspomniał o utworze jako o „prostym, ale hipnotyzującym i niezwykle skutecznym wideo”. W dniu 12 maja piosenka zdobyła pierwsze miejsce w rankingu stacji radiowej Amazing Radio.
11 września 2013 roku ukazał się utwór „Lessons”, który został opublikowany online. Wydany 25 listopada 2013 roku na limitowanym 12-calowym winylu towarzyszący mu film został wyreżyserowany przez Oliviera Groulxa i zaprezentowany przez brytyjski magazyn „Dazed”.
Debiutancki album Sohna, zatytułowany Tremors, ukazał się 7 kwietnia 2014 roku.
W 2015 roku Taylor przeniósł się do Los Angeles, gdzie pracował jako producent dla Aquilo, Banks i Kwabsa, zanim przeprowadził się do Sonomy, gdzie rozpoczął pracę nad drugim albumem.
W 2015 roku wydał piosenkę „Carry Me Home” w ramach ścieżki dźwiękowej Insurgent.
W sierpniu 2016 roku singel „Signal” został udostępniony za pośrednictwem platform strumieniowych. Wspierał go film wideo z udziałem aktorki Milli Jovovich. 8 listopada 2016 roku Sohn wydał teledysk do muzyki z drugiego singla zatytułowanego „Conrad”. Album Rennen został wydany 13 stycznia 2017 roku. W trasie koncertowej wspierany jest  przez perkusistę i wokalistę Nylo.
Jest żonaty, ma jedno dziecko.

## Dyskografia

### Albumy studyjne
| Tytuł                          | Detale                                                                                | Szczytowy wynik w rankingach | Szczytowy wynik w rankingach | Szczytowy wynik w rankingach | Szczytowy wynik w rankingach | Szczytowy wynik w rankingach | Szczytowy wynik w rankingach | Szczytowy wynik w rankingach | Szczytowy wynik w rankingach | Szczytowy wynik w rankingach | Szczytowy wynik w rankingach |
| Tytuł                          | Detale                                                                                | UK                           | AUS                          | AUT                          | BEL (FL)                     | BEL (WA)                     | FRA                          | GER                          | IRE                          | NL                           | SWI                          |
| ------------------------------ | ------------------------------------------------------------------------------------- | ---------------------------- | ---------------------------- | ---------------------------- | ---------------------------- | ---------------------------- | ---------------------------- | ---------------------------- | ---------------------------- | ---------------------------- | ---------------------------- |
| Tremors                        | - Data wydania: 7 kwietnia 2014 - Wytwórnia: 4AD - Formaty: CD, LP, digital download  | 31                           | 60                           | 12                           | 20                           | 75                           | 83                           | 64                           | 83                           | 42                           | 23                           |
| Rennen                         | - Data wydania: 13 stycznia 2017 - Wytwórnia: 4AD - Formaty: CD, LP, digital download | 96                           | –                            | 9                            | 21                           | 107                          | 162                          | 26                           | –                            | 56                           | 22                           |
| „–” pozycja nie była notowana. |                                                                                       |                              |                              |                              |                              |                              |                              |                              |                              |                              |                              |

### Wydania rozszerzone
| Tytuł     | Detale                                                                               |
| --------- | ------------------------------------------------------------------------------------ |
| The Wheel | - Data wydania: 5 listopada 2012 - Wytwórnia: Aesop - Formaty: 12”, digital download |

### Single
- 2013: „Bloodflows” (4AD)
- 2013: „Lessons” (4AD)
- 2014: „Artifice” (4AD)
- 2014: „The Chase” (4AD)
- 2016: „Signal” (4AD)
- 2016: „Conrad” (4AD)
- 2016: „Rennen” (4AD)
- 2017: „Hard Liquor” (4AD)
- 2018: „Hue/Nil” (4AD)
- 2018: „Unfold” (z Ólafur Arnalds) (Decca)

### Teksty i produkcja
| Tytuł                     | Rok  | Artysta  | Album                     | Rola                   |
| ------------------------- | ---- | -------- | ------------------------- | ---------------------- |
| „Wrong or Right”          | 2014 | Kwabs    | Love + War                | współtwórca, producent |
| „Alibi”                   | 2014 | Banks    | Goddess                   | współtwórca, producent |
| „Waiting Game”            | 2014 | Banks    | Goddess                   | współtwórca, producent |
| „Everything”              | 2015 | Aqualung | 10 Figures                | współtwórca            |
| „My Own”                  | 2015 | Kwabs    | Love + War                | producent              |
| „Look Over Your Shoulder” | 2015 | Kwabs    | Love + War                | współtwórca, producent |
| „Human”                   | 2015 | Aquilo   | Painting Picture of a War | współtwórca, producent |
| „Waiting”                 | 2015 | Aquilo   | Painting Picture of a War | współtwórca            |
| „Gemini Feed”             | 2016 | Banks    | The Altar                 |                        |
| „Lovesick”                | 2016 | Banks    | The Altar                 | dodatkowy producent    |
| „Mind Games”              | 2016 | Banks    | The Altar                 | współtwórca, producent |
| „This Is Not About Us”    | 2016 | Banks    | The Altar                 | współtwórca, producent |
| „To the Hilt”             | 2016 | Banks    | The Altar                 | współtwórca, producent |
| „27 Hours”                | 2016 | Banks    | The Altar                 | współtwórca, producent |
| „Human”                   | 2017 | Aquilo   | Silhouettes               | współtwórca, producent |
| „Waiting”                 | 2017 | Aquilo   | Silhouettes               | współtwórca            |

### Remiksy
| Tytuł               | Rok  | Artysta      |
| ------------------- | ---- | ------------ |
| „Ride”              | 2012 | Lana Del Rey |
| „Mecca”             | 2014 | Wild Beasts  |
| „Where You Belong”  | 2015 | The Weeknd   |
| „Gone Are the Days” | 2016 | Honne        |